# Saison 1938-1939 de l'AS Saint-Étienne
Chronologie
Saison précédente Saison suivante
Cette page présente la saison 1938-1939 de l'AS Saint-Étienne. Le club évolue en Division 1 et Coupe de France. C'est sa première saison en Division 1.

## Résumé de la saison
- L'ASSE rejoint enfin l'élite du football français. La route de l'apprentissage continue donc au niveau supérieur.
- Un appel est fait en juin 1938 pour doter Saint-Etienne d'une grande équipe de football. Des souscriptions sont ouvertes. et 4 recrues sont signer grâce à ces dons d'argent : René Llense, Jean Snella, Karel Hess et Karl Humenberger[1]
- L'objectif est de bien figurer parmi l'élite. Dans cette optique, le président Pierre Guichard se remet au travail. Contrat rempli : 4e de D1.

## Équipe professionnelle

### Transferts
| Nom               | Nationalité | Poste     | Transfert | Provenance/Destination | Division   |
| ----------------- | ----------- | --------- | --------- | ---------------------- | ---------- |
| Arrivées          |             |           |           |                        |            |
| René Llense       |             | Gardien   | Transfert | Sète                   | Division 1 |
| Gaston Gardet     |             | Défenseur | Transfert | Rennes                 | Division 2 |
| Jean Snella       |             | Défenseur | Transfert | Lille                  | Division 1 |
| Joseph Rich II    |             | Milieu    | Transfert | -                      | -          |
| Karel Hess        |             | Attaquant | Transfert | -                      | -          |
| Karl Humenberger  |             | Attaquant | Transfert | RC Strasbourg          | Division 1 |
| Départs           |             |           |           |                        |            |
| René Pasquini     |             | Attaquant | -         | -                      | -          |
| Jean Bourdier     |             | Attaquant | -         | -                      | -          |
| Camille Lascioli  |             | Attaquant | -         | -                      | -          |
| Slavko Kodrnja    |             | Attaquant | -         | -                      | -          |
| Gustav Hermann    |             | Attaquant | -         | -                      | -          |
| Gaston Plovie     |             | Attaquant | Transfert | Toulouse FC            | Division 2 |
| Echik Ouadah      |             | Milieu    | -         | -                      | -          |
| Jean Varraud      |             | Milieu    | -         | -                      | -          |
| Onofré Lazzaro    |             | Milieu    | -         | -                      | -          |
| Lokmiti Boudjemaa |             | Milieu    | Transfert | OGC Nice               | Division 2 |
| André Borie       |             | Défenseur | -         | -                      | -          |
| Marcel Veyre      |             | Gardien   | -         | -                      | -          |

### Championnat

#### Matchs allers
| Date       | N o | Adversaire        | Lieu | Résultat | Buteurs pour Saint-Étienne              | Points |
| ---------- | --- | ----------------- | ---- | -------- | --------------------------------------- | ------ |
| 04/09/1938 | J01 | SC Fives          | Ext. | 3 - 2    | Ro.Pasquini 86e, Cabannes 89e           | 0      |
| 11/09/1938 | J02 | FC Rouen          | Dom. | 2 - 1    | Cabannes 22e 46e                        | 2      |
| 18/09/1938 | J03 | Cannes            | Dom. | 2 - 0    | Tax 25e                                 | 4      |
| 26/05/1939 | J04 | RC Paris          | Ext. | 1 – 1    | Rich II                                 | 5      |
| 14/05/1939 | J05 | Metz              | Dom. | 0 - 1    | -                                       | 5      |
| 09/10/1938 | J06 | RC Roubaix        | Ext. | 2 – 2    | Cabannes 20e 24e                        | 6      |
| 16/10/1938 | J07 | Le Havre AC       | Dom. | 4 - 2    | Tax 26e 42e, Cabannes 30e, Pasquini 65e | 8      |
| 23/10/1938 | J08 | FC Sète           | Ext. | 2 - 1    | Pasquini 15e                            | 8      |
| 30/10/1938 | J09 | Lille             | Dom. | 2 - 0    | Pasquini 15e, Roux 70e                  | 10     |
| 01/11/1938 | J10 | FC Sochaux        | Ext. | 1 - 2    | Cabannes 28e, Pasquini 49e              | 12     |
| 06/11/1938 | J11 | Marseille         | Dom. | 1 - 0    | Tax 83e                                 | 14     |
| 11/11/1938 | J12 | Excelsior Roubaix | Ext. | 1 - 0    | -                                       | 14     |
| 20/11/1938 | J13 | FC Antibes        | Dom. | 1 - 0    | Tax 23e                                 | 16     |
| 11/12/1938 | J14 | RC Strasbourg     | Ext. | 1 – 1    | Beck 70e                                | 17     |
| 25/12/1938 | J15 | RC Lens           | Dom. | 1 – 1    | Cabannes                                | 18     |

##### Matchs retours
| Date       | N o | Adversaire        | Lieu | Résultat | Buteurs pour Saint-Étienne                   | Points |
| ---------- | --- | ----------------- | ---- | -------- | -------------------------------------------- | ------ |
| 01/01/1939 | J16 | SC Fives          | Dom. | 2 - 0    | Pasquini 1re, Beck 46e                       | 20     |
| 15/01/1939 | J17 | FC Rouen          | Ext. | 0 - 2    | Tax 15e 60e                                  | 22     |
| 29/01/1939 | J18 | Cannes            | Ext. | 1 - 2    | Hess 46e, Pasquini 61e                       | 24     |
| 12/02/1939 | J19 | RC Paris          | Dom. | 0 - 1    | -                                            | 24     |
| 26/02/1939 | J20 | Metz              | Ext. | 1 - 0    | -                                            | 24     |
| 09/03/1939 | J21 | RC Roubaix        | Dom. | 5 - 0    | Roux 17e, Tax 30e 43e (pen.), Rich 39e, Hess | 26     |
| 12/03/1939 | J22 | Le Havre AC       | Ext. | 0 – 0    | -                                            | 27     |
| 19/03/1939 | J23 | Sète              | Dom. | 3 - 1    | Tax 23e, Roux 59e, Cabannes 63e              | 29     |
| 26/03/1939 | J24 | Lille             | Ext. | 3 - 1    | Gardet                                       | 29     |
| 10/04/1939 | J25 | FC Sochaux        | Dom. | 2 - 1    | Hess 9e, Pasquini 72e                        | 31     |
| 02/04/1939 | J26 | Marseille         | Ext. | 3 - 1    | Pasquini 89e                                 | 31     |
| 08/04/1939 | J27 | Excelsior Roubaix | Dom. | 2 – 2    | Tax 80e, Rich 88e                            | 32     |
| 27/04/1939 | J28 | FC Antibes        | Ext. | 0 - 4    | Pasquini 5e, Tax - 80e                       | 34     |
| 30/04/1939 | J29 | RC Strasbourg     | Dom. | 0 – 0    | -                                            | 35     |
| 07/05/1939 | J30 | RC Lens           | Ext. | 1 - 0    | -                                            | 35     |

#### Classement final
| Rang | Équipe                 | Pts | J  | G  | N | P  | Bp | Bc | GA    |
| ---- | ---------------------- | --- | -- | -- | - | -- | -- | -- | ----- |
| 1    | FC Sète                | 42  | 30 | 19 | 4 | 7  | 65 | 36 | 1,806 |
| 2    | Olympique de Marseille | 40  | 30 | 18 | 4 | 8  | 56 | 34 | 1,647 |
| 3    | RC Paris C             | 38  | 30 | 15 | 8 | 7  | 58 | 43 | 1,349 |
| 4    | AS Saint-Étienne P     | 35  | 30 | 14 | 7 | 9  | 46 | 30 | 1,533 |
| 5    | Olympique lillois      | 34  | 30 | 14 | 6 | 10 | 42 | 38 | 1,105 |
| 6    | FC Sochaux T           | 32  | 30 | 14 | 4 | 12 | 65 | 39 | 1,667 |
| 7    | RC Lens                | 31  | 30 | 11 | 9 | 10 | 51 | 42 | 1,214 |
| 8    | FC Metz                | 31  | 30 | 12 | 7 | 11 | 49 | 46 | 1,065 |
| 9    | SC Fives               | 31  | 30 | 13 | 5 | 12 | 57 | 54 | 1,056 |
| 10   | RC Strasbourg          | 28  | 30 | 10 | 8 | 12 | 39 | 43 | 0,907 |
| 11   | Le Havre AC P          | 28  | 30 | 11 | 6 | 13 | 48 | 59 | 0,814 |
| 12   | AS Cannes              | 27  | 30 | 11 | 5 | 14 | 47 | 62 | 0,758 |
| 13   | Excelsior AC Roubaix   | 24  | 30 | 8  | 8 | 14 | 60 | 71 | 0,845 |
| 14   | FC Rouen               | 21  | 30 | 6  | 9 | 15 | 31 | 48 | 0,646 |
| 15   | FC Antibes             | 21  | 30 | 6  | 9 | 15 | 21 | 54 | 0,389 |
| 16   | RC Roubaix             | 17  | 30 | 4  | 9 | 17 | 31 | 67 | 0,463 |

Résultat
- Champion de France 1938-1939
- Vice-champion de France 1938-1939

Relégation
- 15e et 16e : relégation en Division 2

Abréviations
T : Tenant du titre

C : Vainqueur de la Coupe de France 1938-39

P : Promus de Division 2
En cas d'égalité entre deux clubs, le premier critère de départage est la moyenne de buts.
- Lors de leur premier match en D1, les Verts sont défaits à Fives par ce club habitué de la D1 sur le score de 3-2.
- Roger Pasquini (décès à 85 ans en avril 2003), buteur ce soir là et dès la 35e seconde marquera l'histoire comme le premier buteur de l'ASSE en D1.
- L'ASSE sera meilleure défense avec seulement 30 buts en 30 matches.

### Coupe de France

#### Tableau récapitulatif des matchs
| Date       | N o    | Adversaire     | Lieu             | Résultat | Buteurs pour Saint-Étienne             | Suite                    |
| ---------- | ------ | -------------- | ---------------- | -------- | -------------------------------------- | ------------------------ |
| 14/11/1938 | 1/128e | Bagnols        | -                | 11 - 0   | Odry , Tax , Rich II , Pasquini , Beck | Qualifiés pour les 1/64e |
| 27/11/1938 | 1/64e  | ASAN Marseille | -                | 5 - 0    | Casy , Hess , Tax , Pasquini           | Qualifiés pour les 1/32e |
| 18/12/1938 | 1/32e  | Menton         | -                | 4 - 2    | Beck , Odry , Humenberger              | Qualifiés pour les 1/16e |
| 08/01/1939 | 1/16e  | Béthune        | Nancy            | 1 - 0    | Tax                                    | Qualifiés pour les 1/8e  |
| 05/02/1939 | 1/8e   | Reims          | Clermont-Ferrand | 0 – 0 ap | -                                      | Match à rejouer          |
| 09/02/1939 | 1/8e   | Reims          | Saint-Ouen       | 1 – 1 ap | Rich II 31e                            | Match à rejouer          |
| 30/12/1937 | 1/8e   | Reims          | Saint-Ouen       | 1 - 0    | -                                      | Éliminés                 |

### Statistiques

#### Buteurs
| Place | Nom              | Division 1 | Coupe de France | TOTAL des BUTS |
| 1     | Ignace Tax       | 15 buts    | 6 buts          | 21 buts        |
| 2     | Roger Pasquini   | 10 buts    | 2 buts          | 12 buts        |
| 3     | Emile Cabannes   | 9 buts     | -               | 9 buts         |
| 4     | Yvan Beck        | 2 buts     | 3 buts          | 5 buts         |
| 4     | Ferenc Odry      | -          | 5 buts          | 5 buts         |
| 6     | Joseph Rich II   | 1 but      | 3 buts          | 4 buts         |
| 6     | Karel Hess       | 3 buts     | 1 but           | 4 buts         |
| 8     | Lucien Roux      | 3 buts     | -               | 3 buts         |
| 9     | Joseph Rich I    | 2 buts     | -               | 2 buts         |
| 10    | Arsène Casy      | -          | 1 but           | 1 but          |
| 10    | Gaston Gardet    | 1 but      | -               | 1 but          |
| 10    | Karl Humenberger | -          | 1 but           | 1 but          |
| Total | 12 buteurs       | 46 buts    | 22 buts         | 68 buts        |

Date de mise à jour : le 8 septembre 2014.

#### Affluences
- 12 à 13 000 spectateurs pour les grosses affiches à domicile

### Équipe de France
Un seul Stéphanois aura les honneurs de l’Equipe de France cette année en la personne de René Llense qui jouera 2 rencontres de l’Equipe de France.
| Joueurs     | Position | Date       | Lieu   | Adversaire | Score | Temps de jeu | Buts |
| René Llense | Gardien  | 04.12.1938 | Naples | Italie     | 2 - 1 | 90           | -    |
| René Llense | Gardien  | 22.01.1939 | Paris  | Pologne    | 4- 0  | 90           | -    |